# أنور سينيك
أنور سينيك (24 سبتمبر 1992 في ألمانيا - ) هو لاعب كرة قدم ألماني وتركيا في مركز الدفاع. شارك مع منتخب ألمانيا لكرة القدم تحت 18 سنة ومنتخب تركيا تحت 18 سنة لكرة القدم. أما مع النوادي، فقد لعب مع بوروسيا دورتموند 2 وغيرسون سبور ونادي كارديمير كارابوك سبور.

## وصلات خارجية
- أنور سينيك على موقع الاتحاد الأوربي (الإنجليزية)
- أنور سينيك على موقع اتحاد تركيا (لاعب) (الإنجليزية)
- أنور سينيك على موقع قاعدة بيانات كرة القدم.إي يو (الإنجليزية)
- أنور سينيك على موقع بيانات كرة القدم. دي إي (الألمانية)
- أنور سينيك على موقع Soccerway.com (الإنجليزية)
- أنور سينيك على موقع عالم كرة القدم.نت (الإنجليزية)